# Zbigniew Chabasiewicz
Zbigniew Chabasiewicz (ur. 6 stycznia 1922 w Przemyślu, zm. 9 września 1993 tamże) – polski działacz społeczny i samorządowy, nauczyciel, podporucznik Polskich Sił Zbrojnych, w latach 1981–1982 prezydent Przemyśla.

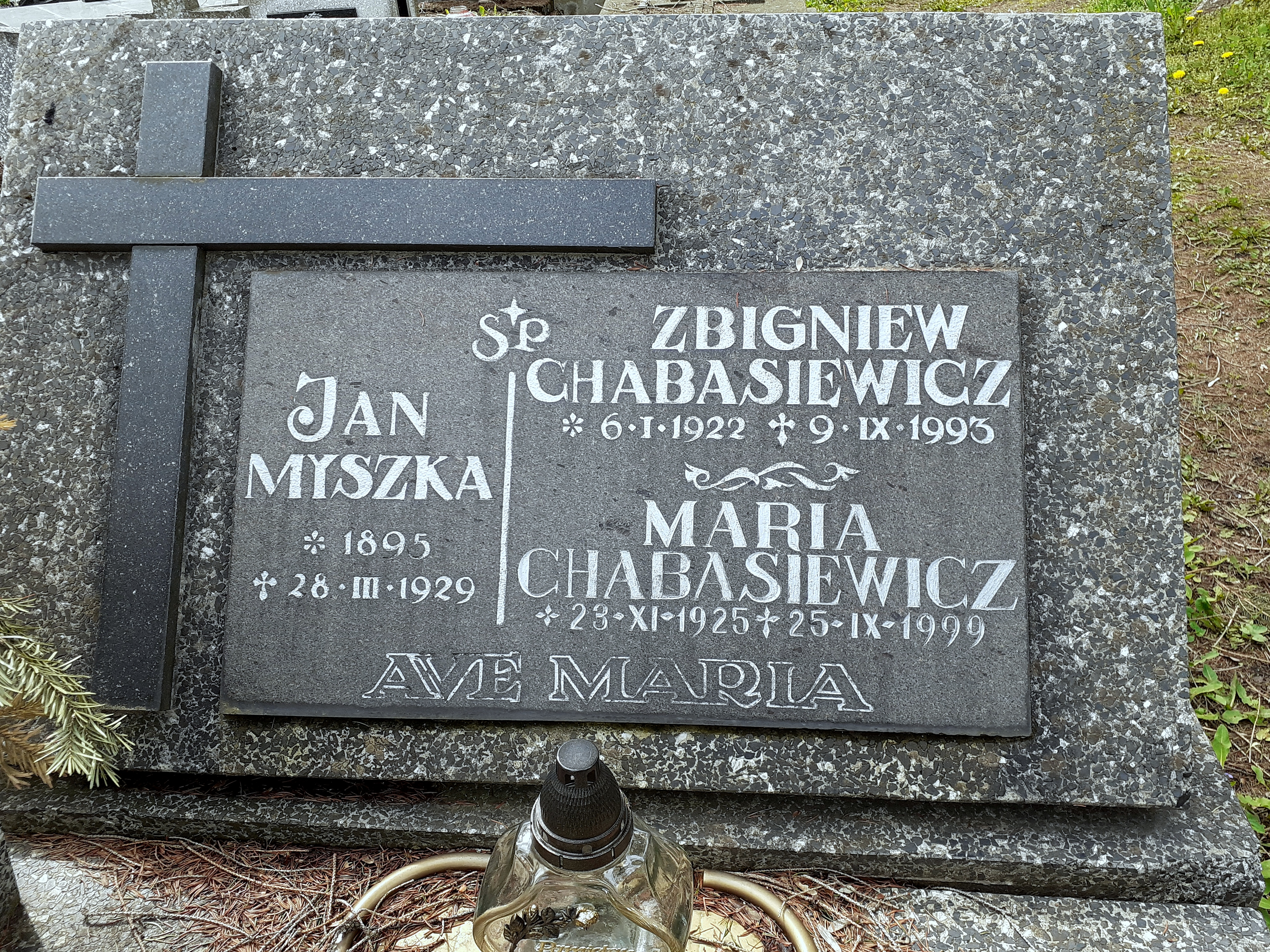
Tablica nagrobna Zbigniewa Chabasiewicza

## Życiorys
Syn masarza Stanisława i gospodyni Anastazji, w młodości pomagał ojcu w prowadzeniu zakładu masarskiego. Uczył się w Publicznej Szkole Powszechnej im. Adama Mickiewicza w Przemyślu i do 1939 w Państwowym Koedukacyjnym Gimnazjum Kupieckiego w Przemyślu. Służył w hufcu Przysposobienia Wojskowego, we wrześniu 1939 powołany do pełnienia służby wartownika.
8 września 1939 uciekł na Węgry, gdzie został internowany w obozie dla uchodźców w Kadarkut. Stamtąd zbiegł do Francji, gdzie w lutym 1940 wstąpił jako ochotnik do 24 Pułku Ułanów (w czerwcu 1941 ewakuowanego do Glasgow). W 1942 zdał małą maturę w  Gimnazjum Ogólnokształcącym w Glasgow, odbył następnie szkolenia techniczne w szkole pancernej w ramach kampusów w Bovington i Lulworth. W 1944 ukończył Szkołę Podchorążych Broni Pancernej w Catterick w stopniu kaprala podchorążego, we wrześniu 1944 awansowany na podporucznika. Objął dowództwo nad czołgiem III plutonie 3 szwadronu 24 Pułku. Razem z 1 Dywizją Pancerną przeszedł cały szlak bojowy od Normandii, dwukrotnie odnosząc ciężkie rany: pod Estrées-la-Campagne (9 sierpnia 1944) i Collinghorst koło Rhauderfehn (22 kwietnia 1945). Koniec wojny spędził w szpitalu w Brukseli, następnie w 1946 ukończył Liceum Handlowe (Commercial College) im. H. Bruna w Glasgow. Zaproponowano mu służbę w brytyjskim wojsku, jednak nie przyjął tej propozycji.
W 1947 powrócił do Polski, ukończył studia magisterskie na Uniwersytecie Jagiellońskim. Pomiędzy 1956 a 1993 pracował jako nauczyciel języka angielskiego w Przemyślu, jednocześnie od 1972 był prezesem tamtejszego przedsiębiorstwa wodno-kanalizacyjnego. Ze względu na wojenną przeszłość przez wiele lat był poddawany represjom przez Służbę Bezpieczeństwa. Od 21 maja 1981 do 15 stycznia 1982 pełnił funkcję prezydenta Przemyśla (jako bezpartyjny). Udzielał się w różnych organizacjach sportowych i kulturalnych, m.in. jako prezes i zarządca komisaryczny Towarzystwa Upiększania Miasta (później Towarzystwa Przyjaciół Przemyśla i Regionu). Był inicjatorem powołania Nauczycielskiego Kolegium Języków Obcych w Przemyślu oraz Towarzystwa Przyjaźni Polsko-Brytyjskiej.
Został pochowany na cmentarzu Głównym w Przemyślu (kwatera 25, rząd 15, grób 9).

## Odznaczenia
Odznaczony Krzyżem Walecznych i Krzyżem Srebrnym Orderu Virtuti Militari. W 2012 jego imieniem nazwano jeden z wiaduktów w Przemyślu.